# Tomislav Butina

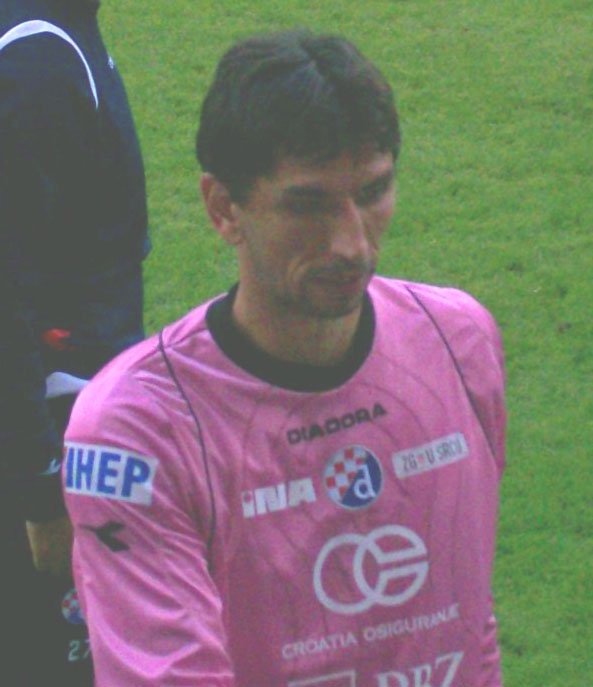
Tomislav Butina

Tomislav Butina, född 30 mars 1974 i Zagreb, Jugoslavien (nuvarande Kroatien), är en före detta fotbollsmålvakt.
Butina har spelat merparten av sin karriär i den inhemska ligan för bland annat Dinamo Zagreb där han spelade under sex säsonger mellan 1997 och 2003. Därefter hade han en sejour i Club Brugge i Jupiler League som är Belgiens högsta serie. För Kroatiens landslag har han spelat 28 matcher. Han har funnits med i trupperna till VM 2002, VM 2006 samt EM 2004.